# Брей, Леандро
Леонардо Леонель Брей (исп. Leandro Leonel Brey; род. 21 сентября 2002, Ломас-де-Самора, Буэнос-Айрес) — аргентинский футболист, вратарь клуба «Бока Хуниорс». Участник Олимпийских игр 2024 в Париже. 

## Клубная карьера
Брей — воспитанник клуба «Лос-Андес». 6 марта 2021 года в матче против «Архентино де Кильмес» он дебютировал в Примера B Метрополитана. В начале 2022 года Брей перешёл в «Бока Хуниорс». 13 апреля в поединке Кубка Лиертадорес против боливийского «Олвейс Реди» Леонардо дебютировал за основной состав. 11 марта 2024 года в матче против «Расинга» он дебютировал в аргентинской Примере.

## Международная карьера
В 2024 году Гонду в составе олимпийской сборной Аргентины принял участие в Олимпийских играх в Париже. На турнире он был запасным и на поле не вышел.